# Diafonie
Diafonia este un cuplaj magnetic neintenționat dintre conductoare și traseele conductoare de pe plăcile cu circuit imprimat (PIC sau Printed Circuit Board), aflate la o distanță relativă foarte mică.
Diafonia este un semnal perturbator ce apare datorită inducției electromagnetice în interiorul unui cablu. Ea se manifestă între perechile vecine ale cablului în două moduri fundamentale: paradiafonia și telediafonia. 
- Paradiafonia – constă în apariția  diafoniei în circuitul perturbat în extremitatea apropiată de sursa din circuitul perturbator.
- Telediafonia – constă în apariția  diafoniei în circuitul perturbat în extremitatea     depărtată de sursa din circuitul perturbator.